# Purvis Short
Purvis Short, né le 2 juillet 1957 à Hattiesburg, est joueur de basket-ball américain.

## Biographie
Durant sa carrière de 12 saisons en NBA, il réalise une moyenne de 17,3 points par match. Il est actuellement le 7e meilleur marqueur de l'histoire des Warriors de Golden State.
Il termine à trois reprises dans le Top 10 des meilleurs marqueurs de la ligue, dixième en 1983-84 avec une moyenne de 22,8, quatrième la saison suivante avec une moyenne de 28,0 et cinquième en 1985-1986 avec 25,5.
Il était surnommé "Rainbowman", du fait de la trajectoire très élevée de ses shoots, en forme d'arc-en-ciel.